# Manolo Jiménez
Manuel Jiménez Soria (* 12. August 1976 in Andorra) ist ein ehemaliger andorranischer Fußballspieler.
Jiménez spielt in seiner Jugend beim FC Andorra und dann für Constel·lació Esportiva, UE Sant Julià und den FC Rànger’s, kehrte zwischenzeitlich jedoch immer wieder zu seinem Stammverein FC Andorra zurück. Von 2008 bis 2012 spielte er für den FC Santa Coloma und eine Saison beim FC Lusitanos. 2014 beendete er seine Karriere beim FC Andorra.
Für die Andorranische Fußballnationalmannschaft bestritt er insgesamt 78 Länderspiele.